# 南津電気鉄道
南津電気鉄道（なんしんでんきてつどう）は、かつて東京府南多摩郡由木村大字鑓水（現：東京都八王子市鑓水）に本社を置いていた鉄道事業者である。南多摩郡と神奈川県津久井郡を結ぶ鉄道路線の敷設を目的に会社設立したが、未成線となり鉄道敷設は実現しなかった。
戦後に京王相模原線が計画に近いルートで開業し、また鉄道敷設が計画されていた「絹の道」を通るルートを京王バス南大沢営業所のバス路線が運行している。

## 歴史

### 鉄道敷設の機運高まる
大正末期には私鉄開業ブームが到来し、1922年（大正11年）に玉南電気鉄道が設立され、1925年（大正14年）3月24日に府中駅 - 東八王子駅間（現：京王線）を開業した。この時期には現在の京王沿線にあたる多摩地域でも鉄道敷設の機運が盛り上がっていた。
当時の鑓水は、八王子をはじめ多摩や山梨・北関東で産出された生糸の集散地で、ここで取引された生糸は輸出のため「絹の道」を通って横浜港へと運ばれた。これにより豪商が生まれ由木村は栄えた。
1923年（大正12年）に発生した関東大震災で東京市内は甚大な被害を受け、浅草区役所に勤めていた鑓水出身の大塚卯十郎が震災で職場と家を失い退職して帰郷した。大塚は津久井郡川尻村の土地で旅館経営を始めたが、鑓水から川尻までの交通手段は徒歩で片道4時間以上かかり、故郷の由木村を豊かにするためにも交通の便の向上を考えるようになった。
大塚は鉄道敷設の夢に魅せられ、生糸貿易を通じて進歩的気風を得た由木村の村民も鉄道開通に期待を寄せ、多くの賛同者が現れた。翌1924年（大正13年）12月3日、由木村大字鑓水永泉寺にて「南津電気鉄道設立集会」が開催された。
そして鉄道省と東京府に鉄道敷設免許を出願するも、1925年（大正14年）9月25日にいったん却下（理由「本出願線ハ目下ノ交通状態ニ於イテ敷設ノ必要ナキモノト認ム」鉄道大臣仙石貢）。しかし翌1926年（大正15年）11月には南多摩郡多摩村 - 津久井郡川尻村間）の鉄道敷設免許を取得した。
計画路線は、多摩一ノ宮（現：多摩市一ノ宮、聖蹟桜ヶ丘駅付近）を起点に、由木村を横断して鑓水付近の「絹の道」を通り、横浜線相原駅を経由して、津久井郡川尻村（のち合併により城山町を経て相模原市緑区）の相模川付近まで至る約16kmの鉄道路線であった。
当初は多摩一の宮駅を起終点とし、その先は玉南電気鉄道に接続する計画で、そのため玉南に合わせて軌間1,067mm（狭軌）で免許出願したが、玉南は1913年（大正2年）に開通した京王電気軌道と直通するため、1927年（昭和2年）6月1日に1,372mm（馬車軌間）へ改軌した。これにより乗り入れ計画が頓挫したため、多摩川の対岸で砂利輸送を目的に北多摩郡小金井村（現：小金井市）- 西府村（現：府中市）間の9.8kmの路線を計画していた東京多摩川電鉄と提携し、同年に多摩一の宮駅 - 間島駅（現：府中市）間を「国分寺延長線」として鉄道敷設を申請し免許を得た。さらに国立方面への延伸計画もあった。

### 会社設立と着工
1927年（昭和2年）9月27日、会社創立総会が開催され「南津電気鉄道」が資本金100万円で設立された。社名は南多摩と津久井の文字を取り「南津電気鉄道」と命名。鑓水の大栗川沿いに2階建ての本社が置かれた。
初代社長には、玉南電気鉄道の敷設に尽力し同社監査役も務めた林副重が就任した。また筑摩鉄道（現：アルピコ交通）初代社長の上條信が取締役を務めた。
同時期に開業した鉄道の多くと同様に多摩川の砂利輸送や、生糸や木材などの産物輸送を行うことを鉄道敷設の主な目的とした。また相模川は鮎漁が盛んな景勝地でもあり、観光路線としての側面もあった。
会社設立後ただちに用地買収が開始され、1928年（昭和3年）10月21日に由木村の鑓水本社前および相模川尻駅予定地にて起工式を行い、第1期区間として鑓水 - 堺村小山地区（現：町田市）間の約3kmを着工した。鑓水近辺では一部レールの敷設も完了し、架線柱用の丸太まで準備されていたという。

### 計画頓挫と会社解散
しかし1929年（昭和4年）の世界恐慌の影響で生糸の価格が暴落し、株主のほとんどが生糸商人や地元の農家であった同社は資金繰りが悪化、建設資金も途絶えて工事は中断した。
1933年（昭和8年）には鉄道敷設の免許が失効、同年8月18日に株主総会が行われ会社解散の決議が行われた。翌1934年（昭和9年）6月5日に鉄道省から会社解散の許可が下りたため、南津電気鉄道は会社を解散した。

### 多摩ニュータウン開発と現在
戦後の多摩ニュータウン開発事業に伴い、鑓水付近のかつての南津電気鉄道予定地は多摩ニュータウンとして開発されることになる。多摩ニュータウン学会の西浦定継明星大学教授は「多摩ニュータウンの用地が全面買収できたのは、疲弊して土地を売りたい農家が多かったことも理由。そのため南津電気鉄道が開通していたら地価が上がり、多摩ニュータウン計画に影響が出たことも考えられる」と指摘する。
由木中野駅の建設予定地であった八王子市東中野には、多摩都市モノレール延伸に伴い2000年（平成12年）1月10日に中央大学・明星大学駅が開業している。
現在、八王子市鑓水にある「絹の道資料館」の前の道を北西に200mほど進んだ場所（京王バス「鑓水中央」停留所から約500m）に「御大典記念 鑓水停車場」と刻まれた石の道標がある。これは鑓水駅の予定地に1928年（昭和3年）の昭和天皇御大典記念日に建てられたものを、のちに大栗川の河川改修工事により移設したものである。

### 年表
- 1924年（大正13年）12月3日 - 東京府南多摩郡由木村大字鑓水永泉寺にて南津電気鉄道設立集会が開かれる[4]。
- 1925年（大正14年）9月25日 - 鉄道敷設免許申請却下[5]。
- 1926年（大正15年）11月20日 - 鉄道省より敷設免許（南多摩郡多摩村 - 津久井郡川尻村間）取得[6][7]。
- 1927年（昭和2年）
  - 1月18日 - 国分寺延長線（多摩一の宮駅 - 間島駅間）敷設免許申請。
  - 9月27日 - 南津電気鉄道株式会社設立[8][9]
  - 12月27日 - 鉄道免許交付[14]。
- 1928年（昭和3年）10月21日 - 由木村の鑓水本社前[10]および相模川尻駅予定地にて起工式が執り行われる[11]。
- 1929年 （昭和4年）
  - 1月28日 - 鉄道省・東京府へ工事着手届（多摩一の宮駅 - 津久井川尻駅間）を提出[18]。
  - 5月 - 資金繰りの悪化によって工事が中断[12]。
- 1933年（昭和8年）
  - 3月29日 - 鉄道免許失効（多摩一の宮駅 - 間島駅間）[14]。
  - 8月17日 - 鉄道免許失効（相模川尻駅 - 多摩一の宮間）[15]。
  - 8月18日 - 株主総会が行われ会社解散の決議が行われる[16]。
- 1934年（昭和9年）6月5日 - 鉄道省より会社解散の許可が下りる[6]。

## 敷設予定駅一覧
- 相模川尻駅[19]（神奈川県津久井郡川尻村、現：神奈川県相模原市緑区久保沢。旧城山町役場付近）
- 相模相原駅[19]（東京府南多摩郡堺村、現：東京都町田市相原町。横浜線相原駅に接続）
- 鑓水駅[19]（東京府南多摩郡由木村、現：東京都八王子市鑓水）
- 由木中野駅[19]（東京府南多摩郡由木村、現：東京都八王子市東中野。中央大学・明星大学駅付近）
- 多摩一の宮駅[19]（東京府南多摩郡多摩村、現：東京都多摩市一ノ宮。聖蹟桜ヶ丘駅付近）
- 間島駅[19]（東京府北多摩郡西府村、現：東京都府中市四谷。中河原駅付近）